# Coenonympha microphthalma
Coenonympha microphthalma är en fjärilsart som beskrevs av Charles Oberthür 1910. Coenonympha microphthalma ingår i släktet Coenonympha och familjen praktfjärilar. Inga underarter finns listade i Catalogue of Life.